# Política da Tailândia
A política da Tailândia ocorre atualmente em uma estrutura de monarquia constitucional, por meio do qual o primeiro-ministro é o chefe de governo e o monarca hereditário é o chefe de estado. O poder executivo é exercitado atualmente por uma junta militar que aponta seus Primeiros-ministros e o Gabinete. O poder legislativo é investido em uma legislatura apontada pela junta. O judiciário é independente do executivo e do legislativo. As atividades políticas são proibidas atualmente. Antes do golpe de estado de 2006, o reino era uma democracia parlamentar, com uma legislatura bicameral eleita.
Tailândia tinha sido governada por reis desde o décimo terceiro século. Em 1932, o país transformou-se oficialmente em monarquia constitutional, embora na prática, o governo tenha sido dominado pelas forças armadas e pela burocracia da elite. A constituição atual do país foi promulgada em 2006. 
O rei de Tailândia tem pouco poder direto sob a constituição mas é um símbolo da identidade e da unidade nacional. Rei Bhumibol - que estava no trono desde 1946 - possuia um enorme respeito do povo e autoridade moral, que se usou na ocasião para resolver as crises políticas que ameaçaram a estabilidade nacional.
Atualmente, a Tailândia é governada por uma junta militar que se intitula Conselho para a Segurança Nacional. Em 19 de setembro de 2006, o CSN encenou um golpe de estado que dominou o governo eleito de Thaksin Shinawatra. Desde então, a Tailândia foi governada por uma junta militar liderada pelo general Sonthi Boonyaratglin, que mais tarde apontou o general Surayud Chulanont, que é membro de Conselho Privativo do Rei, como o Primeiro Ministro. O golpe e a junta foram endossados pelo rei Bhumibol Adulyadej em um decreto real no dia que se seguiu.
As eleições parlamentares de 2007 foram vencidas por Samak Sundaravej e seus aliados. Em 2008 o primeiro-ministro foi demitido por violação das leis sobre incompatibilidades.